# Stefan Johansson (journalist)
Jan Stefan Johansson, född 14 december 1957 i Västervik, är en svensk journalist och författare.
Stefan Johansson skrev sportreferat på Västerviks Demokraten redan som 13-åring och blev 18 år gammal allmänreporter. Tre år senare startade han en rocksida i tidningen. 1982 flyttade han till Stockholm för ett vikariat på Aftonbladet. Hösten 1982 började han frilansa för poptidningen Okej och anställdes två år senare. Hans fokus låg på hårdrock och i augusti 1985 organiserade han Swedish Metal Aid, de svenska hårdrockarnas svar på Band Aid. Singeln "Give A Helpin' Hand", skriven av Joey Tempest, sålde över 50 000 exemplar. Efter en sejour som redaktör för ungdomstidningen Action blev han frilansare igen 1987.
Johansson är medförfattare till två böcker: Peo Thyréns Ett bedårande barns bekännelser (Popkultur 2009) och Kee Marcellos Rockstjärnan som Gud glömde (Forum 2011).
I maj 2013 kom hans första egna bok "På rätt sida av järnvägen" (Position Förlag", en kåserisamling om uppväxten i Västervik.